# NGC 4370
NGC 4370 је спирална галаксија у сазвежђу Девица која се налази на NGC листи објеката дубоког неба.
Деклинација објекта је + 7° 26' 40" а ректасцензија 12h 24m 55,0s. Привидна величина (магнитуда) објекта NGC 4370 износи 12,9 а фотографска магнитуда 13,8. NGC 4370 је још познат и под ознакама UGC 7492, MCG 1-32-51, CGCG 42-89, VCC 758, IRAS 12223+0743, PGC 40439.